# Enfin l'amour
Pour plus de détails, voir Fiche technique et Distribution.
Enfin l'amour (titre original : At Long Last Love) est un film musical américain écrit et réalisé par Peter Bogdanovich, sorti en 1975.

## Synopsis
Un hommage aux comédies musicales américaines des années 1930. Un millionnaire tombe amoureux d'une chanteuse et une jeune femme rencontre un joueur italien. Les quatre vont se connaître, fondent des couples et se séparent avant de se retrouver et s'aimer.

## Fiche technique
Sauf indication contraire, les informations mentionnées dans cette section peuvent être confirmées par la base de données cinématographiques IMDb,  présente dans la section « Liens externes ».
- Titre français : Enfin l'amour
- Titre original : At Long Last Love
- Réalisation et scénario : Peter Bogdanovich
- Direction artistique : John J. Lloyd
- Décors : Jerry Wunderlich
- Costumes : Bobbie Mannix
- Casting : Ross Brown
- Montage : Douglas Robertson
- Musique : Cole Porter
- Photographie : László Kovács
- Production : Peter Bogdanovich et Frank Marshall
- Sociétés de production :  Copa del Oro, 20th Century Fox
- Sociétés de distribution : 20th Century Fox
- Pays de production :  États-Unis
- Langues originales : anglais
- Genre : film musical
- Durée : 123 minutes
- Dates de sortie  : 
  - États-Unis : 1er mars 1975

## Distribution
- Burt Reynolds : Michael Oliver Pritchard III
- Cybill Shepherd : Brooke Carter
- Madeline Kahn : Kitty O'Kelly
- Duilio Del Prete : Johnny Spanish
- Eileen Brennan : Elizabeth
- John Hillerman : Rodney James
- Mildred Natwick : Mabel Pritchard
- M. Emmet Walsh : Harold
- Liam Dunn : Harry